# Nigel Evans

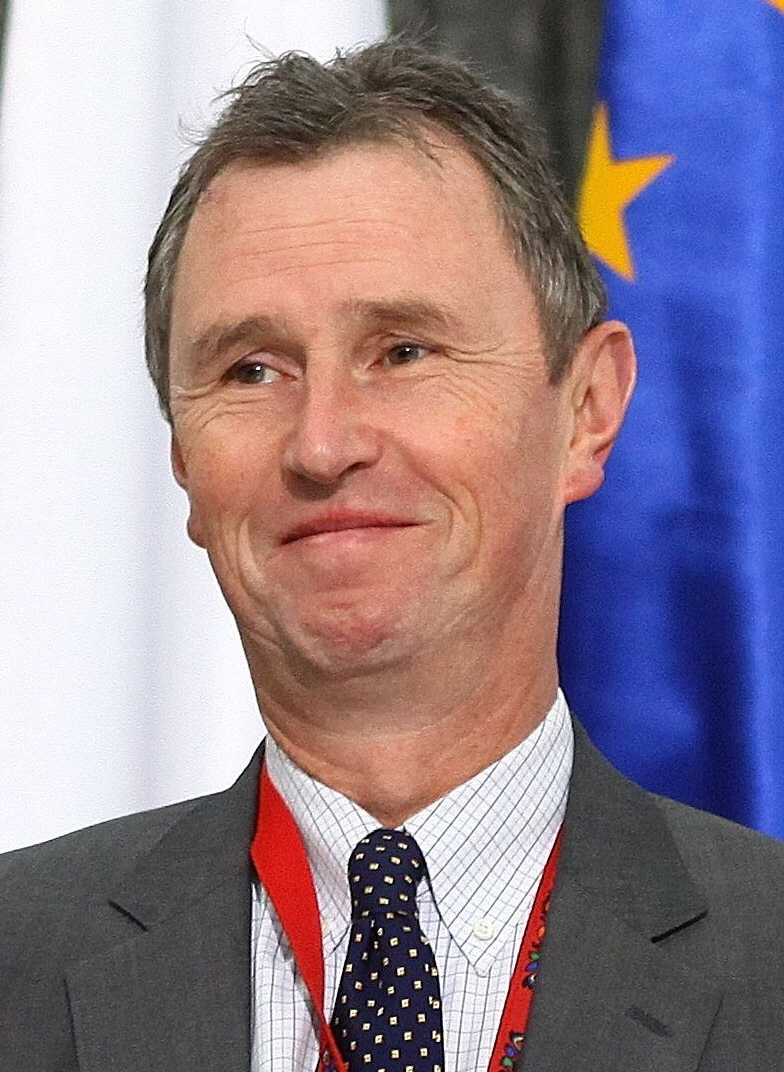
Nigel Evans

Nigel Evans (* 10. November 1957 in Swansea, Wales) ist ein britischer Politiker der Conservative Party.

## Leben
Evans studierte an der Swansea University. Seit 1992 ist er als Nachfolger von Michael Carr Abgeordneter im House of Commons für den Wahlkreis Ribble Valley. Im Dezember 2010 outete er sich als homosexuell. Von 2010 bis zum 10. September 2013 war er zweiter Vizepräsident des House of Commons (offizieller Titel: First Deputy Chairman of Ways and Means). Er trat von seinem Amt zurück, nachdem gegen ihn Anklage wegen des Verdachts des sexuellen Missbrauchs erhoben wurde. Evans wies die Vorwürfe zurück. Im Verlauf des Gerichtsprozesses 2013 wurden Evans insgesamt 7 Fälle von sexueller Nötigung, darunter einer Vergewaltigung, von jungen Männern in den Jahren 2002 bis 2013 zur Last gelegt. Am 10. April 2014 wurde Evans von den Anklagepunkten freigesprochen.